# Fritz William Michel

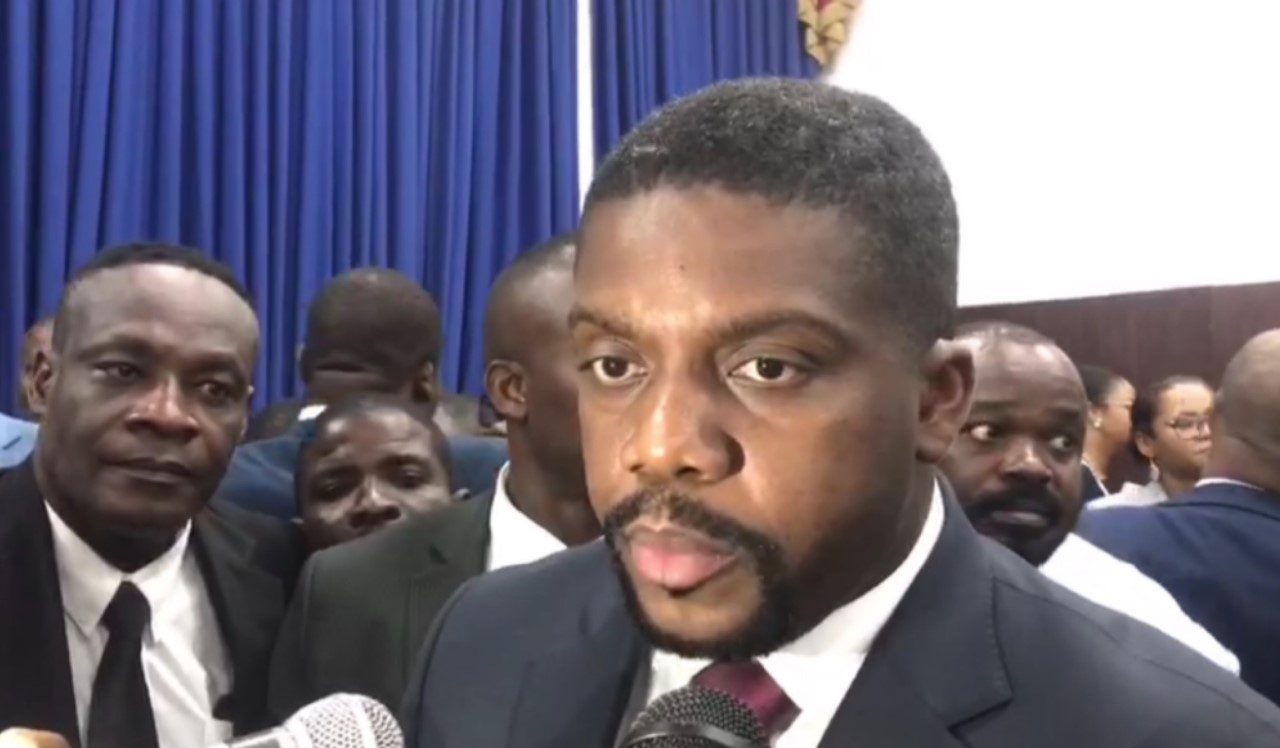
Fritz William Michel (2019)

Fritz William Michel (* 1980 in Port-au-Prince) ist ein haitianischer Politiker und war von 22. Juli 2019 bis 2. März 2020 Premierminister von Haiti. Nachdem der weitgehend unbekannte Michel von Präsident Jovenel Moïse zum Premierminister ernannt wurde, scheiterten zwei Versuche, ihn vom haitianischen Parlament bestätigen zu lassen.

## Politische Laufbahn
Zwischen 2009 und 2011, in der ersten Regierung unter Moïse war er Leiter der Finanzabteilung und Kabinettsdirektor im Ministerium für Wirtschaft und Finanzen. Außerdem saß er im Kabinett des damaligen Ministers für Planung und Zusammenarbeit Jean Michel Lapin. Daneben war er auch Verwaltungsdirektor des Ministeriums für Landwirtschaft, natürliche Ressourcen und ländliche Entwicklung (MARDNR).